# Piekary (powiat turecki)
Piekary – wieś w Polsce położona w województwie wielkopolskim, w powiecie tureckim, w gminie Dobra.
Do 1937 roku siedziba gminy Piekary. W latach 1975–1998 miejscowość należała administracyjnie do województwa konińskiego.
Wieś Piekary położona jest na skraju doliny rzeki Warty, około 7 kilometrów na południowy wschód od Dobrej.
Pierwotnie była to zapewne osada służebna, o której najstarsza wiadomość pochodzi z 1398 roku. W następnych stuleciach była własnością szlachecką. Średniowieczną metrykę wsi potwierdza grodzisko stożkowe, położone na łęgach nadwarciańskich. Średnica jego podstawy wynosi 26 m, a wysokość blisko 3 m. Stożek jest otoczony pozostałością fosy. Nieco ponad kilometr na południowy wschód od wsi, na łąkach nad Wartą, położone jest drugie grodzisko stożkowe. Wyraźnie dominujący nad okolicą stożek o wysokości 4,7 m posiada u dołu średnicę 32 m, u góry – 15 m. Obiekt otacza szeroka fosa. Na terenie grodziska znaleziono XIV-wieczną ceramikę.
Na zachód od Piekar wyraźnie zaznacza się w terenie skarpa doliny Warty. Różnice poziomów między jej dnem (około 110 m n.p.m.), a kulminacjami pagórków odległych od jej brzegu zaledwie o około 1 km wynoszą ponad 60 m.

## Urodzeni w Piekarach
- Andrzej Rutka – polski rolnik, polityk i działacz społeczny, poseł na Sejm w II RP[4].